# I Мартиљиони (Фрозиноне)
I Мартиљиони је насеље у Италији у округу Фрозиноне, региону Лацио.
Према процени из 2011. у насељу је живело 23 становника. Насеље се налази на надморској висини од 176 м.